# Константинопольский мир (1879)

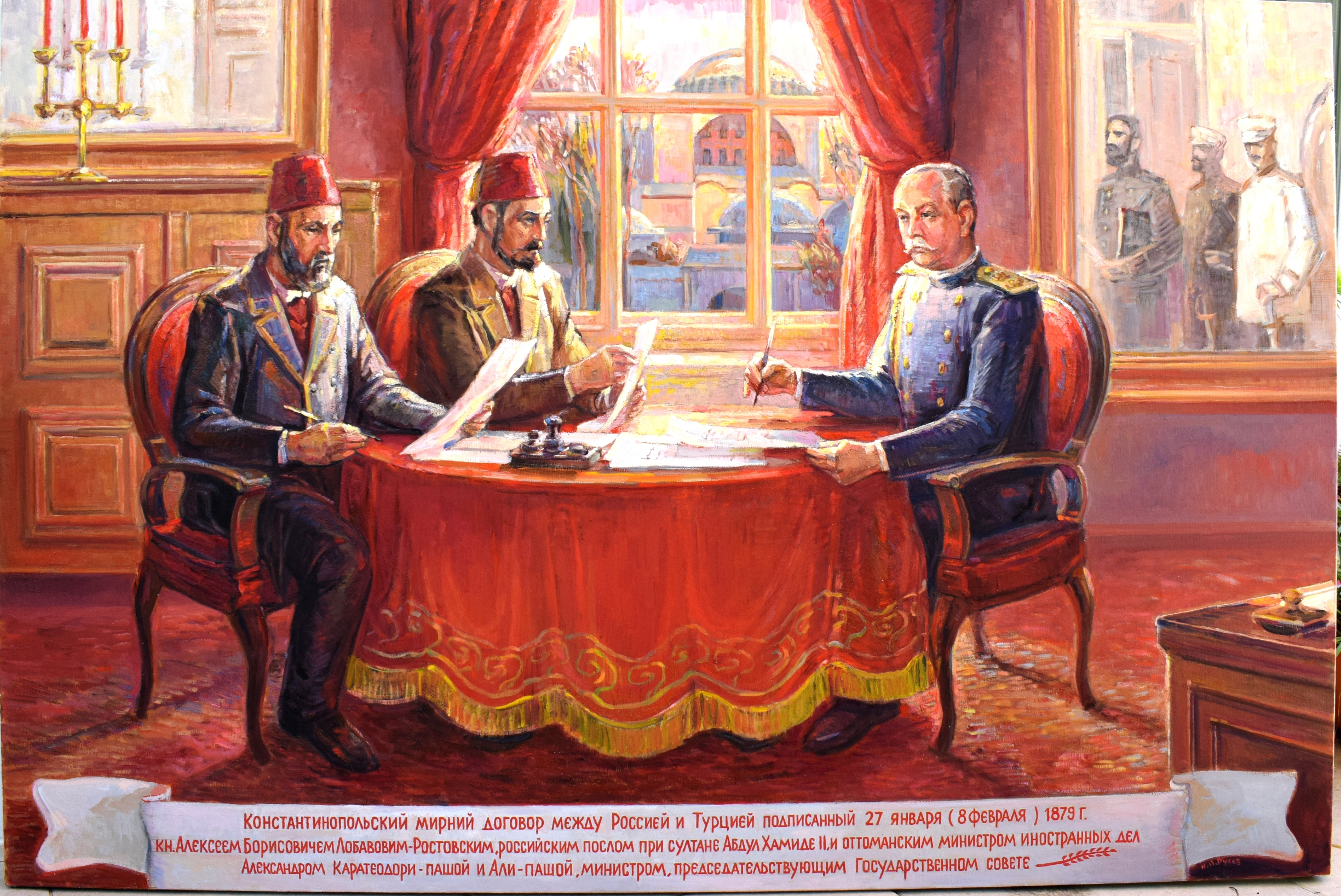
Подписание Константинопольского мира 27 января 1879 г.. Картина находится в Военно-историческом музее Панорама, Плевен, Болгария

Константинопольский мирный договор между Россией и Турцией, подписанный 27 января (8 февраля) 1879 г., кн. Алексеем Борисовичем Лобановым-Ростовским, российским послом при султане Абдул-Хамиде II, и оттоманским министром иностранных дел Александром Каратеодори-пашой и Али-пашой, министром, председательствующим в Государственном совете. Является прямым продолжением Сан-Стефанского мирного договора.

## Текст договора
Мирный договор между Россией и Турцией
Константинополь, 27 января/8 февраля 1879 г.
Во имя Бога всемогущего. Е. В. Император Всероссийский и Е. В. Император Оттоманов, желая упрочить восстановление мира между двумя империями и определить окончательно трактатом те условия Сан-Стефанского мирного договора, которые должны быть предметом прямого соглашения между обоими государствами, назначили своими уполномоченными:
Е. В. Император Всероссийский, с одной стороны, князя Алексея Лобанова-Ростовского, своего чрезвыч. и полномочн. посла при Е. И. В. султане...
и Е. В. Император Оттоманов, с другой, Ал. Каратеодори-пашу, своего министра иностранных дел, и Али-пашу, своего министра, председательствующего в Государственном Совете...
кои после обмена своих полномочий, найденных в надлежащей и установленной форме, согласились на нижеследующие статьи:
СТАТЬЯ 1
Отныне между обеими империями будут мир и дружба.
СТАТЬЯ 2
Обе державы согласно объявляют, что условия Берлинского трактата, состоявшегося между семью державами, заменили собой те статьи прелиминарного Сан-Стефаиского договора, которые были отменены или изменены на конгрессе.
СТАТЬЯ 3
Условия Сан-Стефанского договора, которые не были ни отменены, ни изменены Берлинским трактатом, окончательно определяются нижеследующими статьями настоящего трактата.
СТАТЬЯ 4
За вычетом стоимости территорий, уступленных Турцией России, согласно с Берлинским трактатом, военное вознаграждение остается определённым в сумме восьмисот двух миллионов пятисот тысяч франков (802.500.000). Способ уплаты этой суммы и гарантия, для того назначаемая (не нарушая заявлений, содержащихся в протоколе II Берлинского конгресса относительно территориального вопроса и прав кредиторов), будут определены по соглашению между правительствами е. в. императора всероссийского и е. в. императора оттоманов.
СТАТЬЯ 5
Претензии российских подданных и учреждений в Турции по вознаграждению за убытки, понесенные ими в продолжение войны, будут уплачиваться по мере того, как они будут рассматриваться русским посольством в Константинополе и передаваемы Блистательной Порте.
Общая сумма сих претензий не может ни в каком случае превысить суммы в двадцать шесть миллионов семьсот пятьдесят тысяч франков (26.750.000).
Срок, с которого претензии могут быть представляемы Блистательной Порте, назначается годичный после размена ратификаций, а срок, после которого претензии не будут более приниматься, двухгодичный.
СТАТЬЯ 6
Специальные комиссары будут назначены императорским российским правительством и Блистательной Портой для сведения счетов расходам по содержанию турецких военнопленных. Эти счеты будут сведены по день подписания Берлинского трактата. Из них будут вычтены расходы, произведенные оттоманским правительством на содержание русских пленных, и сумма, какая за сим составится определительно, будет уплачиваться Блистательной Портой в двадцать один равный срок в продолжение семи лет.
СТАТЬЯ 7
Жители местностей, уступленных России, которые пожелали бы поселиться вне сих территорий, могут свободно удаляться из них, продавая свои недвижимые имущества. Для сего им предоставляется трехгодичный срок со дня ратификации настоящего акта.
По истечении сего срока жители, не удалившиеся из страны и не продавшие своих недвижимых имуществ, остаются русскими подданными.
СТАТЬЯ 8
Обе стороны взаимно обязуются не преследовать и не допускать никаких преследований против российских или оттоманских подданных, которые оказались бы заподозренными в сношениях с армиями обеих империй во время войны. В случае, если бы некоторые лица пожелали последовать с их семействами за русскими войсками, оттоманские власти не будут препятствовать их отправлению.
СТАТЬЯ 9
Полная амнистия обеспечивается за всеми оттоманскими подданными, замешанными в последних событиях, бывших в областях Европейской Турции, и все лица, подвергшиеся вследствие сего задержанию, равно как сосланные в ссылку или удаленные из их родины, немедленно вступят в пользование своей свободой.
СТАТЬЯ 10
Все трактаты, конвенции и обязательства, заключенные между двумя высокими договаривающимися сторонами, относительно торговли, юрисдикции и положения русских подданных в Турции, и действие коих прекращено было по случаю войны, снова входят в силу, и оба правительства будут постановлены относительно друг друга, по всем своим обязательствам и сношениям торговым и другим, в то же самое положение, в каком они находились перед объявлением воины, во всем, за исключением условий, от которых сделано отступление настоящим актом или в силу Берлинского трактата.
СТАТЬЯ 11
Блистательная Порта примет действительные меры для полюбовного окончания всех спорных и оставшихся нерешенными в продолжение многих лет дел русских подданных, для вознаграждения сих последних, если таковое будет следовать, и для приведения без замедления в исполнение уже состоявшихся решений.
СТАТЬЯ 12
Настоящий акт будет ратифицирован, и ратификации будут разменены в Санкт-Петербурге в течение двух недель или ранее, если это возможно.
В удостоверение чего, уполномоченные России и Турции на сем подписались и приложили печати своих гербов.
Составлен в Константинополе, 27 января (8 февраля) 1879 года.
ПОДПИСАЛИ:
Лобанов,
Ал. Каратеодори,

Али.